# Kanton Montfermeil
Kanton Montfermeil (fr. Canton de Montfermeil) je francouzský kanton v departementu Seine-Saint-Denis v regionu Île-de-France. Tvoří ho tři obce.

## Obce kantonu
- Coubron
- Montfermeil
- Vaujours